# Big Ass Stadium Tour
Big Ass Stadium Tour (estilizado como The BIG ASS Stadium Tour) es la séptima gira musical del cantante y rapero estadounidense Post Malone. La gira comenzará el 13 de abril de 2025 en Indio dentro del festival Coachella y está prevista a concluir el 1 de julio de 2025 en San Francisco, haciendo un recorrido por 25 fechas en estadios de Norteamérica. El rapero estadounidense Jelly Roll y la cantante estadounidense Sierra Ferrell actúan como teloneros durante la gira.

## Antecedentes y desarrollo
El 19 de diciembre de 2024, Malone anuncia su mayor gira hasta la fecha, compuesta de 25 fechas en estadios de Estados Unidos y Canadá y dos fechas en el festival Coachella entre abril y julio de 2025.

## Fechas
| Fecha (2025)      | Ciudad            | País              | Recinto                       | Telonero(s)               |
| América del Norte | América del Norte | América del Norte | América del Norte             | América del Norte         |
| ----------------- | ----------------- | ----------------- | ----------------------------- | ------------------------- |
| 13 de abril       | Indio             | Estados Unidos    | Empire Polo Club              | Festival                  |
| 20 de abril       | Indio             | Estados Unidos    | Empire Polo Club              | Festival                  |
| 29 de abril       | Salt Lake City    | Estados Unidos    | Rice-Eccles Stadium           | Jelly Roll Sierra Ferrell |
| 3 de mayo         | Paradise          | Estados Unidos    | Allegiant Stadium             | Jelly Roll Sierra Ferrell |
| 7 de mayo         | San Antonio       | Estados Unidos    | Alamodome                     | Jelly Roll Sierra Ferrell |
| 9 de mayo         | Arlington         | Estados Unidos    | AT&T Stadium                  | Jelly Roll Sierra Ferrell |
| 11 de mayo        | Atlanta           | Estados Unidos    | Mercedes-Benz Stadium         | Jelly Roll Sierra Ferrell |
| 13 de mayo        | San Luis          | Estados Unidos    | Busch Stadium                 | Jelly Roll Sierra Ferrell |
| 18 de mayo        | Detroit           | Estados Unidos    | Ford Field                    | Jelly Roll Sierra Ferrell |
| 20 de mayo        | Mineápolis        | Estados Unidos    | U.S. Bank Stadium             | Jelly Roll Sierra Ferrell |
| 22 de mayo        | Chicago           | Estados Unidos    | Wrigley Field                 | Jelly Roll Sierra Ferrell |
| 24 de mayo        | Filadelfia        | Estados Unidos    | Citizens Bank Park            | Jelly Roll Sierra Ferrell |
| 26 de mayo        | Toronto           | Canadá            | Rogers Centre                 | Jelly Roll Sierra Ferrell |
| 28 de mayo        | Hershey           | Estados Unidos    | Hersheypark Stadium           | Jelly Roll Sierra Ferrell |
| 29 de mayo        | Pittsburgh        | Estados Unidos    | PNC Park                      | Jelly Roll Sierra Ferrell |
| 31 de mayo        | Foxborough        | Estados Unidos    | Gillette Stadium              | Jelly Roll                |
| 2 de junio        | Landover          | Estados Unidos    | Northwest Stadium             | Jelly Roll                |
| 4 de junio        | Nueva York        | Estados Unidos    | Citi Field                    | Jelly Roll                |
| 8 de junio        | Miami Gardens     | Estados Unidos    | Hard Rock Stadium             | —                         |
| 10 de junio       | Orlando           | Estados Unidos    | Camping World Stadium         | Jelly Roll                |
| 13 de junio       | Ridgedale         | Estados Unidos    | Thunder Ridge Nature Arena    | Jelly Roll                |
| 15 de junio       | Denver            | Estados Unidos    | Empower Field at Mile High    | Jelly Roll                |
| 21 de junio       | Glendale          | Estados Unidos    | State Farm Stadium            | —                         |
| 24 de junio       | Boise             | Estados Unidos    | Albertsons Stadium            | Jelly Roll                |
| 26 de junio       | Seattle           | Estados Unidos    | T-Mobile Park                 | Jelly Roll                |
| 28 de junio       | Portland          | Estados Unidos    | Providence Park               | Jelly Roll                |
| 1 de julio        | San Francisco     | Estados Unidos    | Oracle Park                   | Jelly Roll                |
| Europa            |                   |                   |                               |                           |
| 8 de agosto       | Cluj-Napoca       | Rumania           | Cluj Arena                    | Festival                  |
| 10 de agosto      | Budapest          | Hungría           | Isla de Óbuda                 | Festival                  |
| 12 de agosto      | Praga             | República Checa   | Letňany Airport               | ―                         |
| 13 de agosto      | Sankt Pölten      | Austria           | VAZ St. Pölten                | Festival                  |
| 15 de agosto      | Poznan            | Polonia           | Park Cytadela                 | Festival                  |
| 16 de agosto      | Bratislava        | Eslovaquia        | Vajnory Airport               | Festival                  |
| 18 de agosto      | Berlín            | Alemania          | Parkbühne Wuhlheide           | Jelly Roll                |
| 19 de agosto      | Berlín            | Alemania          | Parkbühne Wuhlheide           | Jelly Roll                |
| 21 de agosto      | Kaunas            | Lituania          | Darius and Girenas Stadium    | ―                         |
| 23 de agosto      | Horsens           | Dinamarca         | Nordstern Arena               | Blæst Thor Farlov         |
| 27 de agosto      | Milán             | Italia            | Ippodromo San Siro            | Jelly Roll                |
| 29 de agosto      | Zúrich            | Suiza             | Aeropuerto de Glattbrugg      | Festival                  |
| 30 de agosto      | Múnich            | Alemania          | Olympiapark                   | Festival                  |
| 3 de septiembre   | París             | Francia           | Paris La Défense Arena        | Jelly Roll                |
| 5 de septiembre   | Hannover          | Alemania          | Heinz-von-Heiden-Arena        | Jelly Roll                |
| 7 de septiembre   | Londres           | Reino Unido       | Tottenham Hotspur Stadium     | Jelly Roll                |
| 8 de septiembre   | Londres           | Reino Unido       | Tottenham Hotspur Stadium     | Jelly Roll                |
| 9 de septiembre   | Arnhem            | Países Bajos      | GelreDome                     | Jelly Roll                |
| 12 de septiembre  | Barcelona         | España            | Estadi Olímpic Lluís Companys | Jelly Roll                |
| 14 de septiembre  | Lisboa            | Portugal          | Estadio do Restelo            | Jelly Roll                |